# Orchestral Manoeuvres in the Dark
Orchestral Manoeuvres in the Dark eller OMD är en brittisk synthpopgrupp.
OMD grundades 1978 av Andy McCluskey (sång, bas) och Paul Humphreys (sång, keyboard), och utökades senare till en kvartett genom keyboardisten Martin Cooper och trummisen Malcolm Holmes. Gruppen kom fram i new wave-vågen slutet av 1970-talet och blev kända för sin synthbaserade musik karaktäriserad av instrumentala refränger och okonventionella låttexter. De fick en albumframgång med Architecture & Morality 1981. Efter det experimentella albumet Dazzle Ships (1983) övergick de till en mer poporienterad stil och hade stora framgångar under hela 1980-talet och det tidiga 1990-talet. Gruppen har sålt mer än 40 miljoner skivor. Bland deras många hitlåtar kan nämnas Electricity, Messages, Enola Gay, Souvenir, Joan of Arc, Maid of Orleans, Locomotion, Tesla Girls, If You Leave, (Forever) Live and Die, Pandora's Box,  Sailing on the Seven Seas och Walking on the Milky Way.

## Historia

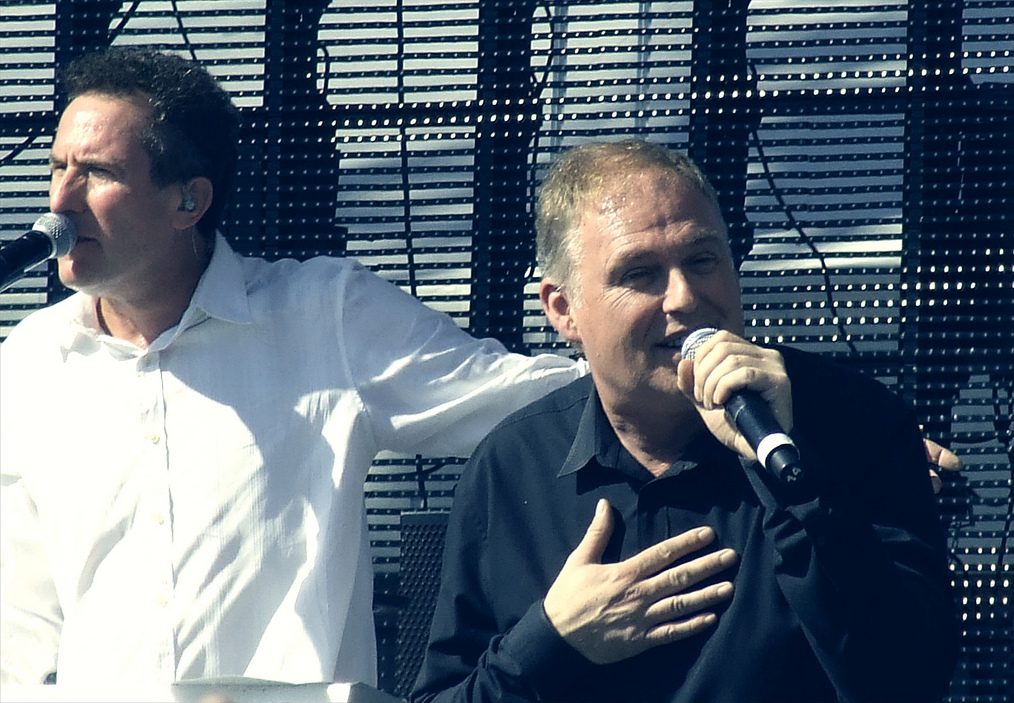
Andy McCluskey och Paul Humphreys 2011.

Andy McCluskey och Paul Humphreys växte upp tillsammans i Wirrall. De delade ett intresse för elektronisk musik och var i tonåren med i flera lokala band. McCluskey sjöng och spelade basgitarr i en grupp vid namn Equinox och senare i band som Pegasus och Hitlerz Underpantz. Humphreys var dessa gruppers roadie och blev senare en skicklig keyboardspelare. 1977 bildade Humphreys och McCluskey sjumannabandet The Id och började skriva låtar tillsammans. The Id hade en del framgångar på den lokala Liverpool-scenen men Humphreys och McCluskeys förkärlek till att experimentera med egenbyggda synthesizers och bandspelare gjorde att de bildade sidoprojektet VCL XI. The Id splittrades 1978 och McCluskey blev istället sångare i ett annat Wirrall-band, Dalek I Love You, men hoppade av efter en månad. McCluskey och Humphreys återförenades därefter i VCL XI som snart bytte namn till Orchestral Manoeuvres in the Dark. Duon debuterade på Liverpool-klubben Eric's i november 1978 och blev en del av new wave-scenen.
1979 kom skivdebuten på Factory Records med singeln Electricity. Den blev ingen listframgång, men duon inbjöds att turnera som förband till Gary Numan på dennes turné. Det självbetitlade debutalbumet Orchestral Manoeuvres in the Dark bestod av gruppens liverepertoar. McCluskey och Humphreys spelade själva alla instrument med gästspel av Malcolm Holmes (f.d. The Id, trummor) och Martin Cooper (saxofon). 1980 fick gruppen sin första hitsingel med Messages som nådde 13:e plats på brittiska singellistan. Gruppen utökades till en kvartett med Malcolm Holmes och Dalek I Love You's David Hughes (keyboards), den senare ersatt av Martin Cooper i november 1980.
Samma år utkom gruppens andra album Organisation som innehöll en mörkare musik men gav dem en stor singelhit med Enola Gay. Deras största singelframgång blev emellertid Souvenir, från det framgångsrika albumet Architecture & Morality (1981), som nådde 3:e plats på brittiska singellistan.
Efter det experimentella och kommersiellt floppande albumet Dazzle Ships övergick OMD till en poporienterad stil och fick en rad hitsinglar som Locomotion, So in Love och If You Leave. Gruppen upplöstes 1989 efter singeln Dreaming. Därefter kom Andy McCluskey att ensam ge ut tre album under namnet OMD. Sugar Tax blev en stor framgång med hits som Sailing on the Seven Seas och Pandora's Box. De övriga tre medlemmarna gav ut en skiva under namnet Listening Pool 1993. McCluskey upplöste OMD 1996 och ägnade sig från 1998 åt att vara manager och låtskrivare till Atomic Kitten.
2007 återförenades OMD som kvartett och gjorde en serie konserter i Storbritannien och Irland. De spelade också in ett nytt album, History of Modern, utgivet 2010.
I november 2011 meddelade OMD att de skulle komma tillbaka till studion för att påbörja arbetet på det nya albumet English Electric som släpptes 8 april 2013.
Albumet The Punishment of Luxury, släpptes 1 september 2017.
2019 firade gruppen sitt 40-årsjubileum med en lång Storbritannien och Europa-turné som också nådde Sverige med två konserter i Stockholm och Malmö i februari 2020. Man utgav även den retrospektiva samlingen Souvenir - The Singles 1979-2019 med gruppens samtliga 39 singlar plus den nya singeln "Don't Go". Samlingen utkom även i lyxutgåva som box med 5 CD innehållande extramaterial i form av tidigare outgivet material och liveinspelningar samt 2 DVD med TV-framträdanden, livekonserter från 1981 och 1985 och filmen Crush - The Movie. Samlingen nominerades till en Grammy 2021 för "Best Historical Album".

## Inflytande
Orchestral Manoeuvres in the Dark anses vara en av den elektroniska popmusikens främsta pionjärer och har kallats för synthpopens motsvarighet till The Beatles. De har influerat bland andra Depeche Mode, Yazoo, Erasure, Howard Jones, Moby och Ladytron.

## Diskografi

### Studioalbum
- 1980 – Orchestral Manoeuvres in the Dark
- 1980 – Organisation
- 1981 – Architecture & Morality
- 1983 – Dazzle Ships
- 1984 – Junk Culture
- 1985 – Crush
- 1986 – The Pacific Age
- 1991 – Sugar Tax
- 1993 – Liberator
- 1996 – Universal
- 2010 – History of Modern
- 2013 – English Electric
- 2017 – The Punishment of Luxury
- 2023 – Bauhaus Staircase

### Samlingsalbum
- 1988 – The Best of OMD
- 1998 – The OMD Singles
- 2000 – Peel Sessions 1979-1983
- 2001 – Navigation – The OMD B-Sides
- 2008 – Messages: Greatest Hits
- 2019 – Souvenir – The Singles 1979-2019

### Singlar i urval
- 1979 – Electricity
- 1980 – Red Frame/White Light
- 1980 – Messages
- 1980 – Enola Gay
- 1981 – Souvenir
- 1981 – Joan of Arc
- 1982 – Maid of Orleans
- 1983 – Telegraph
- 1984 – Locomotion
- 1984 – Talking Loud and Clear
- 1984 – Tesla Girls
- 1985 – So in Love
- 1986 – If You Leave
- 1986 – (Forever) Live and Die
- 1989 – Dreaming
- 1991 – Sailing on the Seven Seas
- 1991 – Pandora's Box
- 1991 – Call My Name
- 1993 – Dream of Me (Based on Love's Theme)
- 1996 – Walking on the Milky Way